# Drosofílids
Els drosofílids (Drosophilidae) són una família molt diversificada de dípters braquícers de l'infraordre dels esquizòfors, que inclou les mosques del vinagre. L'espècie més coneguda de la família Drosophilidae és Drosophila melanogaster, dins del gènere Drosophila, ja que és molt utilitzada en la recerca científica.

## Significació econòmica
Generalment els drosofílids es consideren dípters molestos però no pas plagues, atès que moltes espècies s'alimenten de materials en descomposició. Tanmateix, Zaprionus indianus és una plaga en les figueres del Brasil. Una altra espècie, Drosophila suzukii, infesta fruits com els gerds o les cireres i és una plaga important. Les larves de Drosophila repleta estenen bacteris. Les mosques de la fruita en general es considera vectors dels bacteris àcid-acètics els quals poden espatllar el procés de fermentació del vi o de la cervesa transformant-los en vinagre.

## Filogènia
Aquesta família conté més de 4.000 espècies en 75 gèneres.